# Синьохвіст тайванський
Синьохві́ст тайванський (Tarsiger johnstoniae) — вид горобцеподібних птахів родини мухоловкових (Muscicapidae). Ендемік Тайваню.

## Опис

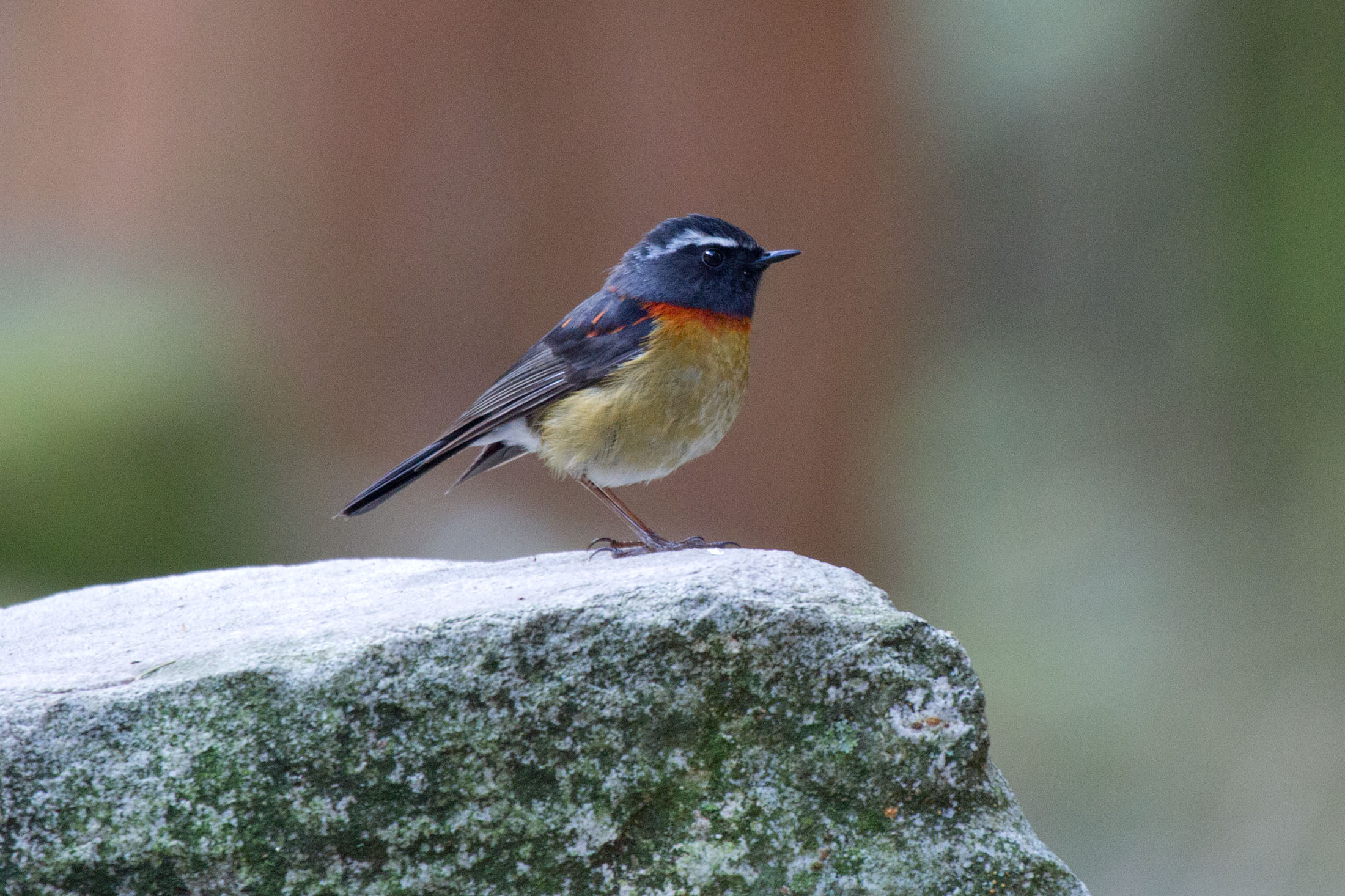
Тайванський синьохвіст

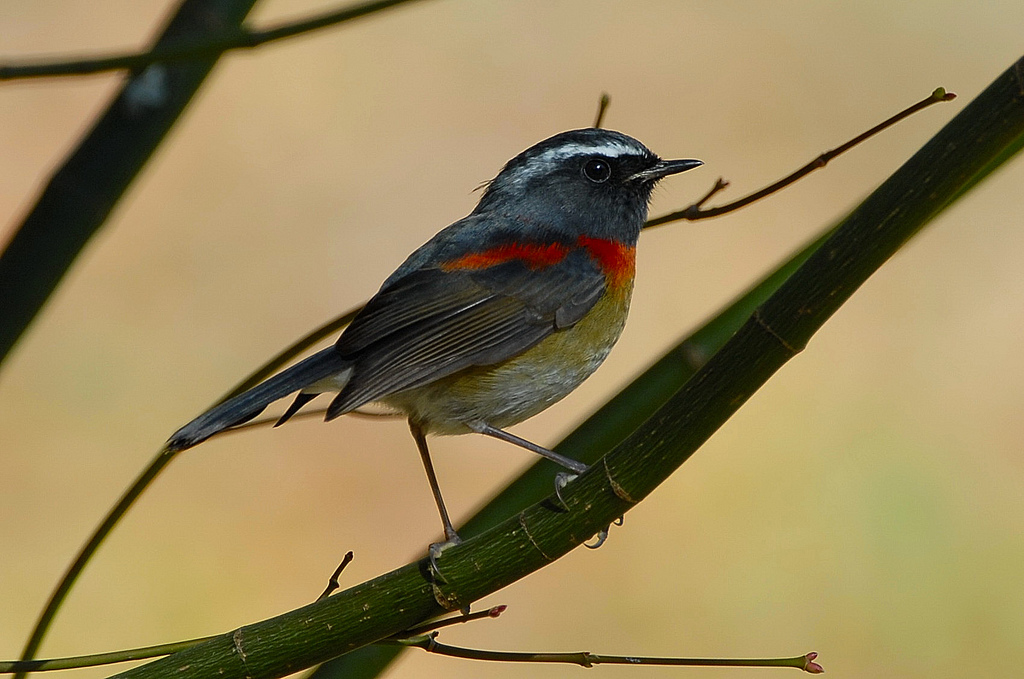
Тайванський синьохвіст

Довжина птаха становить 12 см. Виду притаманний статевий диморфізм. У самців голова чорнувата, над очима білі "брови". На плечах, верхній частині спині і грудях червоний "комір". Спина попелясто-чорна, крила чорні або бурувато-чорні, хвіст чорний. Нижня частина грудей охристо-жовта, забарвлення живота варіюється від сірувато-білого до охристо-оливкового. Дзьоб і лапи чорні.
У самиць "брови" над очима менш виражені, верхня частина тіла у них переважно тьмяно-оливково-коричнева, а крила і хвіст темно-коричневі. Горло чорнувате або коричневе, груди коричневі, блідо-жовті або жовтувато-оливкові. Забарвення молодих птахів є подібне до забарвлення самиць, однак поцятковане блідо-жовтими смугами і плямами.

## Поширення і екологія
Тайванські синьохвости живуть в чагарниковому і бамбуковому гірських хвойних лісів Тайваню, на висоті від 2000 до 2800 м над рівнем моря, іноді також в заростях вище верхньої межі лісу. Зустрічаються поодинці або парами. Живляться комахами та іншими безхребетними, яких ловлять в польоті, шукають на землі або в підліску. Гніздяться з березня по серпень. Самиці будують з рослинного матеріалу чашоподібне гніздо, пари птахів захищають гніздові території. В кладці 2-3 яйця, за сезон може вилупитися два виводки. Фіксувалися випадки гібридизації тайванських синьохвостів з білобровими синьохвостами (Tarsiger indicus formosanus).